# Donn Eisele
Pour les articles homonymes, voir Eisele.
Donn Fulton Eisele est un astronaute américain né le 23 juin 1930 et mort le 2 décembre 1987. Il fut le pilote du module de commande, lors de la mission Apollo 7. Après sa carrière à la NASA, Donn Eisele devient directeur du Corps de la Paix en Thaïlande, avant de poursuivre sa carrière dans le privé.

## Biographie
Donn Eisele a eu six enfants de ses deux mariages.

## Vols réalisés
Donn Eisele faisait partie du premier équipage de réserve d'Apollo 1.
Le 11 octobre 1968, il réalise un unique vol à bord d'Apollo 7, premier vol habité de la capsule.